# 6 أبريل
- السبت
- الأحد
- الاثنين
- الثلاثاء
- الأربعاء
- الخميس
- الجمعة

- 2929 رمضان 1446  هـ
- 301 شوال 1446  هـ
- 312 شوال 1446  هـ
- 13 شوال 1446  هـ
- 24 شوال 1446  هـ
- 35 شوال 1446  هـ
- 46 شوال 1446  هـ
- 57 شوال 1446  هـ
- 68 شوال 1446  هـ
- 79 شوال 1446  هـ
- 810 شوال 1446  هـ
- 911 شوال 1446  هـ
- 1012 شوال 1446  هـ
- 1113 شوال 1446  هـ
- 1214 شوال 1446  هـ
- 1315 شوال 1446  هـ
- 1416 شوال 1446  هـ
- 1517 شوال 1446  هـ
- 1618 شوال 1446  هـ
- 1719 شوال 1446  هـ
- 1820 شوال 1446  هـ
- 1921 شوال 1446  هـ
- 2022 شوال 1446  هـ
- 2123 شوال 1446  هـ
- 2224 شوال 1446  هـ
- 2325 شوال 1446  هـ
- 2426 شوال 1446  هـ
- 2527 شوال 1446  هـ
- 2628 شوال 1446  هـ
- 2729 شوال 1446  هـ
- 2830 شوال 1446  هـ
- 291 ذو القعدة 1446  هـ
- 302 ذو القعدة 1446  هـ
- 13 ذو القعدة 1446  هـ
- 24 ذو القعدة 1446  هـ

6 أبريل أو 6 نيسان أو يوم 6 \ 4 (اليوم السادس من الشهر الرابع) هو اليوم السادس والتسعون (96) من السنة البسيطة، أو اليوم السابع والتسعون (97) من السنوات الكبيسة وفقًا للتقويم الميلادي الغربي (الغريغوري). يبقى بعده 269 يوما لانتهاء السنة.

## أحداث
- 1250 – انهزام الصليبيين في المنصورة بمصر خلال الحملة الصليبية السابعة، وأسر ملك فرنسا لويس التاسع.
- 1814 - نفي الإمبراطور الفرنسي نابليون بونابرت إلى جزيرة إلبا في البحر الأبيض المتوسط.
- 1890 - القوات الفرنسية تغزو غرب السودان وتحتل بلدة «سيجو».
- 1896 - افتتاح أول دورة ألعاب أولمبية في أثينا.
- 1909 - المكتشف الأمريكي روبرت بيري يصل إلى القطب المتجمد الشمالي.
- 1917 - الولايات المتحدة تدخل الحرب خلال الحرب العالمية الأولى.
- 1919 - بدء ثورة مهاتما غاندي في الهند.
- 1985 - الإطاحة بالمشير جعفر نميري بعد اضطرابات دامت لعدة أيام في السودان.
- 1992 - دول المجموعة الأوروبية تعترف باستقلال البوسنة والهرسك.
- 1994 - بداية الحرب العرقية في رواندا عندما أقدم متطرفون على إسقاط طائرة كانت تقل أول رئيسان لرواندا وبوروندي من أغلبية الهوتو.
- 1998 - باكستان تجرب صاروخ متوسط المدى قادر على الوصول إلى الأراضي الهندية.
- 2005 -
  - انتخاب الزعيم الكردي العراقي جلال طالباني رئيسًا لجمهورية العراق وذلك لفترة انتقالية حتى وضع الدستور الجديد وإجراء الانتخابات التشريعية.
  - السير ألبير يتولى الإمارة في موناكو بعد وفاة والده الأمير رينيه الثالث، ويلقب بالأمير ألبير الثاني.
- 2008 - إضراب عام في مصر ضد الغلاء والفساد يؤدي إلى اعتقال عدد من المعارضين ووقوع أحداث شغب في مدينة المحلة الكبرى، وتأسيس حركة شباب 6 أبريل.
- 2009 - زلزال يضرب مدينة لاكويلا بإقليم أبروتسو وسط إيطاليا بلغت قوته 6.4 على مقياس ريختر وأدى إلى وقوع 150 قتيل و1500 جريح.
- 2010 -
  - الرئيس الأمريكي باراك أوباما يكشف عن العقيدة النووية الجديدة للولايات المتحدة بحيث أنها لن تستخدم أبدًا السلاح النووي ضد عدو لا يملك هذا السلاح ويحترم قواعد معاهدة عدم الانتشار النووي، على أنه ستستثنى إيران وكوريا الشمالية من هذه القاعدة.
  - رئيس الوزراء البريطاني جوردون براون يطلب من الملكة إليزابيث الثانية حل مجلس العموم تمهيدًا لإجراء الانتخابات العامة.
- 2016 - انتخاب عبد الرحمن السويحلي رئيسا لمجلس الدولة في ليبيا.
- 2018 - مقتل 70 شخصًا على الأقل وإصابة نحو 500 آخرين في هجومٍ كيماويّ في مدينة دوما بريف دمشق سوريا.

## مواليد
- 1483 - رفائيل، رسام ونحات إيطالي.
- 1812 - ألكسندر هيرزن، كاتب روسي.
- 1911 - فيودور لينن، عالم كيمياء حيوية ألماني حاصل على جائزة نوبل في الطب عام 1964.
- 1920 - إدموند فيشر، عالم كيمياء حيوية سويسري / أمريكي حاصل على جائزة نوبل في الطب عام 1992.
- 1928 - جيمس واتسون، عالم أمريكي في علم الوراثة حاصل على جائزة نوبل في الطب عام 1962.
- 1937 - بيلي دي ويليامز، ممثل أمريكي.
- 1938 - باول دانيلز، ساحر بريطاني
- 1941 - جورج زامفير، موسيقي روماني.
- 1949 - هورست شتورمر، عالم فيزياء ألماني حاصل على جائزة نوبل في الفيزياء عام 1998.
- 1956 - عبد الرحمن الرقراق، ممثل سعودي.
- 1963 - رفاييل كوريا، رئيس الإكوادور.
- 1969 -
  - بول رود، ممثل أمريكي.
  - جاسم عباس، ممثل كويتي.
- 1974 -
  - روبرت كوفاتش، لاعب كرة قدم كرواتي.
  - كارلا بيترسون، ممثلة أرجنتينية.
- 1975 - زاك براف، ممثل أمريكي.
- 1991 - جميلة عوض، ممثلة مصرية.

## وفيات
- 1199 - الملك ريتشارد الأول، ملك إنجلترا.
- 1520 - رفائيل، رسام ونحات إيطالي.
- 1528 - ألبرشت دورر، رسام ألماني.
- 1961 - جول بورديه، طبيب بلجيكي حاصل على جائزة نوبل في الطب عام 1919.
- 1971 - إيجور سترافينسكي، موسيقي روسي.
- 1992 -
  - إسحاق عظيموف، مؤلف أمريكي.
  - فارس بطرس، شاعر سوري - برازيلي.
- 2000 - الحبيب بورقيبة، رئيس تونس.
- 2005 - الأمير رينيه الثالث، أمير موناكو.
- 2009 - عبود عبد العال، موسيقي لبناني.
- 2011 - ضياء الدين داوود، سياسي مصري.
- 2014 - ميكي روني ممثل أمريكي.
- 2016 - أحمد شوقي إبراهيم، طبيب ومقدم برامج مصري.
- 2021 - سيد عثمان، ممثل مصري.

## أعياد ومناسبات
- اليوم الدولي للرياضة من أجل التنمية والسلام.[1]
- يوم تنظيم كنيسة يسوع المسيح لقديسي الأيام الأخيرة من قبل جوزيف سميث.
- يوم ميلاد يسوع في العديد من الكنائس.

## وصلات خارجية
- وكالة الأنباء القطريَّة: حدث في مثل هذا اليوم.
- النيويورك تايمز: حدث في مثل هذا اليوم.
- BBC: حدث في مثل هذا اليوم.